# 弗蕾埃尔

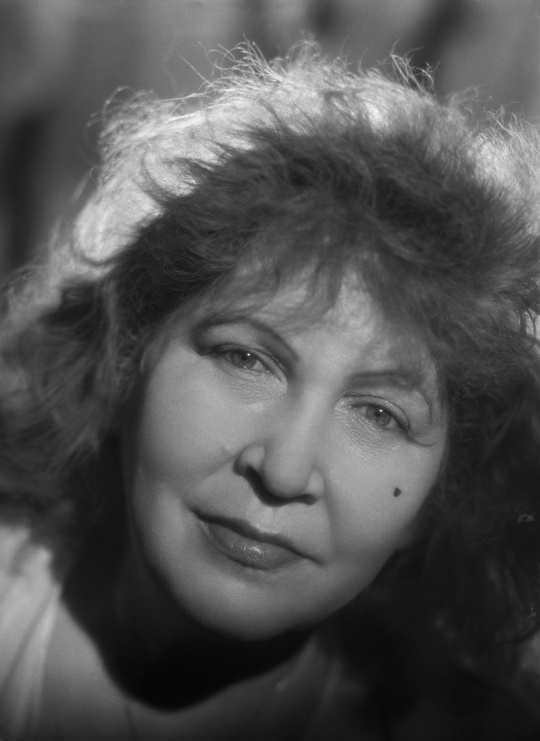
弗蕾埃尔

弗蕾埃尔（法語：Fréhel，1891年7月13日—1951年2月3日），真名为玛格丽特·布尔克（法語：Marguerite Boulc'h），生于巴黎的贝歇尔大街2号，卒于巴黎，是一位两次世界大战间极其著名的歌手。
她的父母是来自布列塔尼菲尼斯泰尔省普卢加努的普里梅勒-特雷加斯泰勒（Primel-Trégastel）村的一对夫妇。父亲原是铁路工人，被一辆机车轧了后失去了一只手臂而成了残废，母亲是个门房，时而卖淫。年轻的玛格丽特在巴黎最平民大众的街区长大。15岁时，成了上门售卖化妆品的售货员。这份工作使她结识了当时很受欢迎的艺术家贝勒·奥特罗（Belle Otero），这位艺术家佩服她的大胆，赞赏她的身材及特别的嗓音，于是建议她使用艺名“长春花”来演唱。
1907年11月28日，在巴黎2区，她嫁给了罗贝尔·奥拉尔（Robert Hollard），他是音乐厅一位年轻的业余演员，他们是在巴黎奥林匹亚音乐厅的小酒馆里认得的。他们的孩子年级很小就夭亡了，不久年轻的母亲就被富有魅力的丈夫抛弃，他更喜欢达米娅。1910年6月12日两人离婚。接着她与莫里斯·舍瓦利耶亚有过短暂的交往，他无法赞同她对于可卡因的依赖，为了米丝坦盖特（Mistinguett）而决定离开。
虽然弗蕾埃尔（因布列塔尼的同名海角因此得名）因事业成功而广受赞扬，但灾难般的感情生活使她沉醉在酒精和毒品中。之后她离开法国来到东欧和土耳其，最终于1923年被那里的法国大使馆遣返回国，当时的状态凄惨可怜。
1925年，为了满足观众，这位令人难忘的歌手重返巴黎奥林匹亚音乐厅的舞台，观众们对她那些现实主义风格的歌曲毫不厌倦。她那面目全非的样子-显著地臃肿了很多-反而为她打开了电影的大门。尤其是她出演了1931年的《丁香之心》（Cœur de lilas），1936年的《一个骗子的传奇故事》（Le Roman d'un tricheur），1936年的《莫可老爷子》（Pépé le Moko），在这部电影中她演唱了令人难忘的《他到底在哪里？》（Où est-il donc?），及1938年的《马耳他人的房子》（La maison du Maltais）。
1935年4月30日，她嫁给了乔治·波特根。
1950年，罗伯特·吉罗邀请弗蕾埃尔在靠近孔特尔斯卡帕广场附近的一个老舞厅埃斯卡帕演唱。这是这位歌手最后一次出现在公众面前。
她从未从过去的生活悲剧中恢复过来。1951年2月3日，在位于巴黎皮加勒路45号的一间旅馆中的一个肮脏不堪的房间中孤独死去。无数的歌迷参加了葬礼。她被安葬在庞坦公墓。
自此，很多歌手都说受到了她的影响：夏尔·特雷内、马诺·索洛（Mano Solo）、雅克·伊热兰（Jacques Higelin）、赛日·甘斯布（Serge Gainsbourg）及雷诺（Renaud）。